# Badaín
Badaín es una localidad española perteneciente al término municipal de Tella-Sin, comarca del Sobrarbe, provincia de Huesca, Aragón.

## Geografía
La aldea de Badaín está unida por una pista asfaltada a Lafortunada de 0,9 kilómetros que desemboca en la carretera A-138 que la une con Aínsa y Barbastro por el sur y Bielsa y Francia al norte, por el túnel de Bielsa-Aragnouet. Antes de la apertura del Túnel de las Devotas a un kilómetro al norte de Lafortunada, según creencia popular, esta aldea era lugar de paso de mercancías y gente por el Barranco del Irués, pero hay otro sendero que discurre por la margen izquierda del río Cinca que lleva hasta la Hoya de San Miguel, en Saravillo que hoy está balizado con marcas del Gran Recorrido 15, o GR-15. En la actualidad cuenta con 7 habitantes.
La aldea está situada sobre un promontorio, entre la margen izquierda del río Cinca y la margen derecha del río Irués, a 742 m s. n. m., en la falda de la Punta Llerga sobre la cola del pequeño embalse de Laspuña Aparte de los prados de siega y algún huerto; la aldea está rodeada de pinares de Pino laricio y Pino silvestre, quejigos, nogales y carrascas, con sotobosque compuesto por bojes, aliagas, enebros, cornejos, endrinos y zarzas. Las riberas están pobladas de fresnos, sauces y algún que otro ejemplar de haya.  

## Historia
En origen, la aldea era un monasterio de religiosas de la Orden de San Benito en torno a la iglesia de arquitectura románica de Santa María de Badaín y sujeta directamente a la organización surgida del IV Concilio Lateranense de 1215 que propició la creación de este y otros monasterios como parte del cambio de la organización que surgió de dicho concilio; pero el topónimo tiene un origen más antiguo que alude al promontorio donde se ubica el caserío. La iglesia fue ampliada en el siglo XVI y se le añadió la torre que hoy destaca sobre el resto del conjunto. Luego cayó en desuso, pasando a ermita pero más tarde volvió a convertirse en iglesia parroquial.

## Lugares de interés
- La iglesia de Santa María de Badaín, que conserva elementos de arquitectura románica pero que sufrió una profunda remodelación en la segunda mitad del S XVI[4] que incluyó la torre que destaca sobre el resto del conjunto.

- Las Fuentes de Fornos (manantiales permanentes que recogen buena parte de las escorrentías del macizo de Cotiella) y el Chorro, una surgencia de agua ocasional, en mitad en la roca caliza que cae desde unos 13 metros de altura y junto con la Fuente del Fornos[7]